# Michela Cupido
Michela Cupido (Sarzana, 2 maggio 1978) è un'ex calciatrice italiana, di ruolo portiere.

## Carriera

### Club
Michela Cupido cresce calcisticamente nella squadra della sua città, giocando con la squadra ligure nelle varie denominazioni, dal Sarzana al Sarzana 2000 della stagione 2001-2002, tre campionati di Serie B e quattro in Serie A.
Successivamente milita per un anno nel Carrara prima di difendere per quattro stagioni, di nuovo nella massima serie, la porta dell'Agliana.
In seguito alla mancata iscrizione della società toscana al campionato di Serie A, si trasferisce nel 2007-2008 al Milan contribuendo alla salvezza della squadra.
Le sue prestazioni non lasciano indifferenti la Torres che la acquista a partire dalla stagione 2008-2009.
Con la squadra sarda nella stagione 2009-2010 esordisce nella UEFA Women's Champions League e si aggiudica due Supercoppe italiane, il campionato di Serie A 2009-2010 e 2010-2011 e altrettante Coppe Italia.

### Nazionale
Vanta tre presenze in nazionale maggiore. Ha partecipato Campionato europeo femminile di calcio 2005 in Inghilterra e al Campionato europeo femminile di calcio 2009 in Finlandia senza mai scendere in campo.

## Statistiche

### Cronologia presenze e reti in nazionale
| Cronologia completa delle presenze e delle reti in nazionale ― Italia | Cronologia completa delle presenze e delle reti in nazionale ― Italia | Cronologia completa delle presenze e delle reti in nazionale ― Italia | Cronologia completa delle presenze e delle reti in nazionale ― Italia | Cronologia completa delle presenze e delle reti in nazionale ― Italia | Cronologia completa delle presenze e delle reti in nazionale ― Italia | Cronologia completa delle presenze e delle reti in nazionale ― Italia | Cronologia completa delle presenze e delle reti in nazionale ― Italia |
| Data                                                                  | Città                                                                 | In casa                                                               | Risultato                                                             | Ospiti                                                                | Competizione                                                          | Reti                                                                  | Note                                                                  |
| --------------------------------------------------------------------- | --------------------------------------------------------------------- | --------------------------------------------------------------------- | --------------------------------------------------------------------- | --------------------------------------------------------------------- | --------------------------------------------------------------------- | --------------------------------------------------------------------- | --------------------------------------------------------------------- |
| 27-4-2005                                                             | Fiuggi                                                                | Italia                                                                | 0 – 0                                                                 | Finlandia                                                             | Amichevole                                                            | -                                                                     | 46’                                                                   |
| Totale                                                                |                                                                       | Presenze                                                              | 1                                                                     |                                                                       | Reti                                                                  | 0                                                                     |                                                                       |

## Palmarès

### Club

#### Competizioni nazionali
- Campionato italiano: 2

Torres: 2009-2010, 2010-2011
- Coppa Italia: 1

Torres: 2010-2011
- Supercoppa italiana: 2

Torres: 2009, 2010